# Lilijana Kozlovič
Lilijana Kozlovič (ur. 30 października 1962 w Koprze) – słoweńska polityk, urzędniczka i prawniczka, posłanka do Zgromadzenia Państwowego, od 2020 do 2021 minister sprawiedliwości.

## Życiorys
W 1997 ukończyła studia na wydziale prawa Uniwersytetu Lublańskiego, w 2012 uzyskała tam magisterium z prawa. Od 1981 zatrudniona w policji w mieście Koper, w jej ramach kierowała działami rejestrów, migracji i porządku oraz wewnętrznych spraw administracyjnych. W latach 1999–2000 odbyła staż w Sądzie Najwyższym Słowenii. W 2004 przeszła do ministerstwa administracji publicznej, gdzie zajmowała się m.in. sprawami elektronicznej administracji. Od 2005 do 2014 zajmowała stanowisko naczelnika w jednostce administracyjnej Koper.
W 2014 uzyskała mandat posłanki do Zgromadzenia Państwowego z ramienia Partii Nowoczesnego Centrum. W latach 2016–2018 była sekretarzem generalnym w gabinecie Mira Cerara, objęła też stanowiska głównego negocjatora rządu ze związkami zawodowymi i doradczyni w urzędzie przeciwdziałania dyskryminacji. W czerwcu 2019 została pełniącą obowiązki, a w grudniu 2019 dyrektorem krajowej agencji środowiskowej.
13 marca 2020 w trzecim rządzie Janeza Janšy objęła funkcję ministra sprawiedliwości. Podała się do dymisji z tego stanowiska w maju 2021.